# Geyer
Geyer település Németországban, azon belül Szászország tartományban. Lakosainak száma 3317 fő (2023. december 31.).

## Népesség
A település népességének változása:
| Lakosok száma | 3518 | 3456 | 3350 | 3366 | 3317 |
|               | 2017 | 2019 | 2021 | 2022 | 2023 |